# Briscola
La briscola è uno dei più diffusi giochi di carte in Italia, che ha dato origine a numerose varianti, per esempio la briscola chiamata, il briscolone e il madrasso.
Si gioca con un mazzo di 40 carte con i valori asso, 2, 3, 4, 5, 6, 7, fante, cavallo (regina), re, di semi italiani o francesi. Si può giocare in due, in quattro a coppie di due, in tre eliminando il 2 di coppe o fiori, secondo il mazzo usato oppure in sei, tre contro tre, eliminando tutti e quattro i 2.

## Origine ed etimologia
Il primo riferimento al gioco è del 1828, la prima citazione letteraria è in un poema del 1847 di Gioacchino Belli. Per il primo trattato sul gioco della briscola si arriva al 1888.
Le origini del gioco non sono chiare, alcuni autori lo considerano derivato dai giochi francesi della famiglia della brusquembille e della bazzica, diffusi in Francia nel XVIII e XIX secolo, e che a loro volta avrebbero origini olandesi o scandinave, altri pur ritenendo la Briscola correlata a questi giochi francesi, non è comunque certo del rapporto di discendenza. Giampaolo Dossena nota che il nome francese per la Bazzica ("bêsique") deriva dall'italiano "Bazzica" e non viceversa, ma che comunque il nome "briscola" deriva dal francese brisque che è un termine tecnico del gioco della Bazzica (indica i punti ottenuti dagli onori presi).
È stata anche proposta come etimologia del nome una discendenza dal termine usato in alcuni giochi di Tarocchi per indicare sequenze di trionfi che valgono un certo numero di punti (versigole, verzigole, bresigola, ecc...), ma questo comunque non proverebbe un'origine italiana del gioco, perché il nome potrebbe esser stato ricevuto dopo l'arrivo in Italia. Contro un'origine italiana è anche il fatto che il Tre sia la seconda carta per valore dopo l'Asso, un fatto inusuale per i giochi di carte italiani.

## Regole
Si gioca con un mazzo di 40 carte di semi italiani o francesi. I valori di presa sono nell'ordine decrescente: asso, 3, re (o 10), cavallo (o 9), fante (o 8), 7, 6, 5, 4 e 2.
Il punteggio delle carte è il seguente:
|       | Carichi  | Carichi | Figure     | Figure                | Figure             | Lisci         |
| ----- | -------- | ------- | ---------- | --------------------- | ------------------ | ------------- |
| Carte | Asso (A) | 3       | Re (K, 10) | Cavallo (Donna, Q, 9) | Fante (Jack, J, 8) | 7, 6, 5, 4, 2 |
| Punti | 11       | 10      | 4          | 3                     | 2                  | 0             |

Scopo del gioco è totalizzare almeno 61 punti, dei 120 disponibili.
Il mazziere distribuisce 3 carte ciascuno e lascia una carta sul tavolo coprendola per metà con il tallone posto trasversalmente a essa, in modo che rimanga visibile a tutti per l'intero gioco: questa carta segnerà il seme di briscola (o atout) e sarà l'ultima carta ad essere pescata.
Partendo dal giocatore a sinistra del mazziere e continuando in senso anti-orario ogni giocatore cala la carta che ritiene più opportuna, senza vincoli di seme. Si aggiudica la mano il giocatore che ha giocato la briscola di valore maggiore o, in caso non siano state giocate briscole, il giocatore che ha calato la carta di valore maggiore dello stesso seme della prima carta giocata nella mano (detto seme di mano).
Il giocatore che vince la mano prende tutte le carte poste sul tavolo e le ripone coperte davanti a sé. Quindi pesca la prima carta dal tallone, seguito dagli altri giocatori sempre in senso antiorario ed è il primo ad aprire la mano successiva e quindi a decidere il nuovo seme di mano. All'esaurimento del tallone, le mani proseguono esaurendo le carte in mano.
L'ultima mano è solitamente la mano più importante e spesso determinante per l'esito della partita, poiché in essa tendono a concentrarsi il maggior numero di punti; spesso infatti i giocatori tendenzialmente conservano in mano carte di gran valore (detti carichi) se non si sentono in grado di aggiudicarseli con sufficiente certezza, correndo così anche il rischio di incartarsi ed in nessun caso è consentito il conteggio dei punti realizzati prima della fine della partita.
Data la delicatezza di questa fase del gioco, solitamente vengono adottate delle regole diverse rispetto al resto della partita: a seconda degli usi del luogo, può vigere l'obbligo di non parlare, comportamento normalmente permesso nel resto del gioco, oppure di scambiarsi o guardare le carte tra i giocatori della stessa squadra per prenderne visione e concordare le prossime mosse; cosa possibile solo all'ultima giocata. Inoltre nell'ultima mano è possibile guardare il proprio pozzo diversamente dal resto della partita.

### Vincitore
La vittoria nella partita è determinata dal giocatore o dalla coppia che ha accumulato il punteggio più alto, ottenuto mediante la somma dei punti derivanti dalle carte acquisite durante il gioco. Tale competizione può essere costituita da una singola partita o da una serie di partite. Essendo il totale dei punti fissato a 120, è necessario conseguire almeno 61 punti per garantirsi la vittoria. In caso di un punteggio di 60 per entrambe le parti, la partita si risolve in un pareggio.

### Varianti locali
In alcune zone, come il basso Piemonte, l'Oltrepò Pavese, il Nuorese e parti della Liguria, i valori del tre e del sette sono tradizionalmente invertiti. In questo modo il 7 diventa la seconda carta più alta, e il 3 diventa un liscio, prendendo il suo posto naturale tra 4 e 2.
In alcune zone della Toscana, il fante (chiamato gobbo) e la donna si invertono: il fante si posiziona dietro al re (chiamato regio), mentre la donna viene subito dopo il fante e prima del 7.
Nella zona della Romagna forlivese e ravennate il giocatore o la coppia che totalizza 3 (o 5) partite è il vincitore finale, inoltre alla prima mano è vietato parlare, diversamente dal resto della partita dove ciò è consentito. La variante è particolarmente diffusa quando la briscola viene giocata in alternanza al Marafone Beccacino, ossia dopo una partita di marafone-beccacino si svolge una partita di briscola.
In alcune zone del Friuli Venezia Giulia si gioca la Briscola a quattro carte. Questo sistema emula una partita a 4 giocatori: il giocatore che distribuisce le carte ne consegna quattro a testa, quindi i due giocatori ne calano una a testa alternandosi, fino a rimanere con due carte in mano. A questo punto i due giocatori, partendo da quello che si è aggiudicato la mano, pescano una carta a testa alternandosi tra una pescata e l'altra fino ad avere quattro carte in mano. Questa variante fornisce ai giocatori maggiori spunti strategici rendendo le partite più avvincenti.

## Segni convenzionali
Nel gioco a squadre è in alcuni casi permesso lo scambio di segnali con il compagno, sia per dare indicazioni di gioco (giocare o meno una briscola, un carico, lasciare la mano agli avversari), sia per comunicare le principali carte in mano. Il primo tipo di comunicazione è pubblico, mentre il secondo si cerca di mantenerlo riservato usando rapidi gesti e segnali convenzionali.
Un esempio di segnali usati in Toscana negli anni 1970 è:
| Carta       | Segno                                                                    |
| ----------- | ------------------------------------------------------------------------ |
| Asso        | strizzare l'occhio                                                       |
| Tre         | Contrarre lateralmente le labbra                                         |
| Re (10)     | Mostrare la punta della lingua a bocca socchiusa                         |
| Cavallo (9) | Spostare le labbra verso un lato                                         |
| Fante (8)   | Alzare una spalla                                                        |
| 7           | Gesto obliquo della mano dalla spalla sinistra verso destra              |
| 6           | Porre una mano sullo stomaco o estroflettere le labbra come per un bacio |
| 5, 4, 2     | Arricciare le narici                                                     |

Tuttavia, in altre zone d'Italia e in tempi recenti i segni maggiormente usati erano questi:
| Carta                | Segno                            |
| -------------------- | -------------------------------- |
| Asso                 | Stringere le labbra              |
| Tre                  | Contrarre lateralmente le labbra |
| Re                   | Alzare gli occhi al cielo        |
| Cavallo              | Alzare una spalla                |
| Mancanza di briscole | Stringere gli occhi              |
| Scartini di briscola | Sfregare il pollice e l'indice   |

I gesti si possono accompagnare anche a comunicazioni verbali, per esempio si comunica il possesso del re e poi si dice "tre sotto" per indicare che si ha anche il sette. Inoltre questi si possono aggiungere gesti fatti con gli oggetti, per esempio allineare alla stessa altezza i dorsi della mano di carte (nessuna briscola), far sporgere la carta di destra (briscola bassa) o quella di sinistra (briscola alta) oppure cambiare in maniera apparentemente casuale la posizione del pacchetto del sigarette.

## Accusi
Nella briscola, è possibile applicare anche gli accusi, regola non molto diffusa. Si effettuano con il 9 (cavallo) e con il 10 (Re) dello stesso seme. Se il 9 e il 10 sono di briscola dicesi accusa di briscola e vale 40 punti che si devono sommare al punteggio della passata. Se il 9 e il 10 sono dello stesso seme ma non di quello di briscola dicesi semplicemente accusa e vale 20 punti che si devono sommare al punteggio della passata. Gli 'accusi' vanno effettuati appena un giocatore ha in mano 9 e 10, che non deve possedere necessariamente quando vengono date le carte ma può anche possedere man mano che le carte vengono pescate. Il suddetto utilizzo degli accusi (regola peraltro molto poco diffusa), può comunque essere inibitorio ai fini del risultato finale, dato che al giocatore, in alcuni casi, nel gioco, con l'intreccio del calo dei carichi, potrebbe, ad esempio, essere più utile conservare sconosciuti ad altri il suo possesso di 9 e 10.
In Toscana questa variante viene considerata un gioco diverso chiamato 151, per il numero dei punti da raggiungere per vincere.

## Varianti
La briscola ha generato diverse varianti. Spesso queste varianti sono piccole modifiche o differenziazioni rispetto al regolamento più comune, altre, invece, più complesse o molto più complesse, modificano sostanzialmente il gioco. I punti disponibili per ciascun gioco sono in totale 120, vince che ne realizza almeno 61 o in alcune varianti anche 60 o un numero di punti superiore in relazione alle dichiarazioni concordate prepartita e prima individuazione/dichiarazione iniziale del seme briscola.

### Varianti principali
Le varianti principali e più complesse sono:
- Briscola chiamata semplice ('chiamata' che parte dall'Asso e si gioca in cinque) oppure detta Briscola Bugiarda;
- Briscola chiamata il due (detta subito al due, si parte a chiamare dal due e si gioca in cinque o più);
- Briscola chiamata pazza (detta anche Gingo, a cinque giocatori);
- Briscola scoperta (si gioca in due a carte scoperte);
- Briscola a 31 Si gioca in due: il primo che raggiunge 31 punti può dichiarare la vittoria. Se a un controllo risulta non aver fatto almeno 31 punti, la vittoria va all'avversario;
- Varianti veliterne Sono tre varianti che hanno origine a Velletri, con alcune regole alternative.

Da menzionare la variante Mariaje e inoltre come in Libia sia popolare il gioco noto come Schembil (skimbil) o Schenbil (skinbil). Schembil è praticamente una variante della briscola che si gioca a sei giocatori divisi in due gruppi di tre persone, guidati da un raises. Analogamente alla briscola a coppie, ci si siede in modo da non avere due compagni vicini. Per potere giocare con sei giocatori, all'inizio del gioco vengono scartate i due in modo da avere 36 carte, anziché 40.